# Велики Ђурђевик
Велики Ђурђевик (алб. Gjurgjevik i Madh) је насеље у општини Клина на Косову и Метохији.

## Демографија
Насеље има албанску етничку већину.
Број становника на пописима:
- попис становништва 1948. године: 494
- попис становништва 1953. године: 503
- попис становништва 1961. године: 579
- попис становништва 1971. године: 694
- попис становништва 1981. године: 765
- попис становништва 1991. године: 916